# Göyçay (Fluss)
Der Göyçay (aserbaidschanisch für „blauer Fluss“) ist ein linker Nebenfluss des Kura-Nebenflusses Türyançay in Aserbaidschan.
Der Göyçay entspringt am Südhang des Großen Kaukasus. Er fließt anfangs in südwestlicher, später in überwiegend südlicher Richtung. Bei der gleichnamigen Stadt Göyçay erreicht er die Kura-Aras-Niederung. Ein Teil seines Wassers wird zu Bewässerungszwecken abgeleitet. Im Unterlauf ist der Fluss kanalisiert. Schließlich erreicht er 10 km nördlich von Zərdab den Türyançay.
Der Göyçay hat eine Länge von 113 km. Er entwässert ein Areal von 1770 km². Der mittlere Abfluss bei der Stadt Göyçay beträgt 12,9 m³/s.
Der Fluss ist namensgebend für die gleichnamige Stadt und den im Mittellauf durchflossenen Verwaltungsbezirk Göyçay.